# 안동 모운사 지장탱화,제석탱화
안동 모운사 지장탱화,제석탱화(安東 暮雲寺 地藏幀畵,帝釋幀畵)는 경상북도 안동시 남후면, 모운사에 있는 조선시대의 불화이다. 2002년 7월 15일 경상북도의 문화재자료 제422호로 지정되었다.

## 개요
안동 모운사 백화전에 보존되어 있는 그림으로, 비단바탕에 채색으로 그려진 지장탱화와 제석탱화이다. 탱화란 천이나 종이에 그림을 그려 액자나 족자 형태로 만들어지는 불화를 말한다.
모운사는 창건연대와 그 밖의 내력에 대해서는 전하는 바가 없으나 의상조사가 창건하였다는 사실과 도광 22년에 백화전을 중수하였다는 기록이 모운사 중수기에 기록되어 있다.
지장탱화는 지장보살을 중심으로 좌우에 십대왕과 권속을 배치한 전형적인 조선후기 불화양식이며, 색조 또한 적록이 잘 조화되어 안정감이 있고 필치가 섬세하고 유려하나 현재 좀이 심하게 쓸은 상태이다.
제석탱화는 일반 제석탱화에서 보기 드물게 상단 좌측에 흰색의 원안에 묵으로 수미산(須彌山)을 표현한 특징을 볼 수 있으며, 진채를 사용한 부분 외에 배경의 담채 부분은 거의 좀이 쓸은 상태이다.
안동 모운사 지장탱화 및 제석탱화는 안동지역에서 제작연대가 가장 오래된 탱화로 문화재적 가치가 있다.

## 참고 자료
- 안동모운사지장탱화,제석탱화 - 국가유산청 국가유산포털